# 조성현 (기자)
조성현 (1976년 5월 14일~)은 대한민국의 SBS의 보도본부 기자이다. 2002년 기자 생활을 시작한 조성현 기자는 2007년 SBS로 둥지를 옮겨 현재 경제부에서 활동중이다.

## 학력
- 서울대학교 국어국문학과 학사

## 경력
- 2002년 연합뉴스 국제부 기자
  - 연합뉴스 사회부 기자
- 2007년 SBS 보도본부에서 이직 후 입사 
  - SBS 사회부 기자
  - SBS 정치부 기자
  - SBS 경제부 기자
  - 2019년 12월 SBS 시민사회팀 팀장
  - 2020년 SBS 보도본부 경제부 경제정책팀 팀장
  - 2022년 12월~2024년 6월 SBS 보도본부 정치부 정치팀 팀장
  - 2024년 7월~ SBS 보도본부 라이프문화부장